# Enda de Aran
San Enda de Aran (Éanna, Éinne o Endeus, siglo V-c. 530) fue un santo irlandés en la Iglesia católica. Su festividad es el 21 de marzo.
Enda fue un rey guerrero de Airgíalla en Úlster, convertido por su hermana, Santa Fanchea, una abadesa. Aproximadamente en 484 estableció el primer monasterio irlandés en Killeaney en Aran Mor. San Enda es descrito como el "patriarca del monasticismo irlandés. La mayoría de los grandes santos irlandeses tuvieron alguna conexión con Aran.

## Conversión y juventud
Según el Martirio de Oengus, Enda era un príncipe irlandés, hijo de Conall Derg de Airgíalla (Oriel) en Úlster. La leyenda cuenta que, cuando su padre murió, le sucedió como rey y partió a enfrentarse a sus enemigos. El soldado Enda fue convertido por su hermana Santa Fanchea, una abadesa. Visitó a Fanchea, que intentó persuadirle para deponer las armas. Él accedió, sólo si ella le entregaba a una joven en el convento como esposa. Renunció a sus sueños de conquista y decidió casarse, pero su prometida murió, y Fanchea forzó a Enda a ver el cadáver de la chica para enseñarle que él también debería afrontar la muerte y el juicio.
Enfrentado con la realidad de muerte, y persuadido por su hermana, Enda decidió estudiar para el sacerdocio, y estudió primero en el monasterio de San Ailbe en Emly. Fanchea le envió a la Candida Casa en el suroeste de Escocia, un gran centro monástico. Allí  tomó los votos y fue ordenado. Las historias contadas sobre los primeros año de San Enda y su hermana no son históricos. Más vitae auténticas han sobrevivido en Tighlaghearny en Inishmore, donde está enterrado.

Inishmore @– Aran Islas

Se dice que Enda conoció los principios de la vida monástica en Rosnat en Gran Bretaña. A su regreso a Irlanda, Enda construyó una iglesia en Drogheda. Aproximadamente en 484 le fueron entregadas tierras en las Islas Aran por su cuñado Aengus, Rey de Munster.
Tres islas de caliza conforman el archipiélago de Aran: Inishmore, Inishmaan e Inisheer (respectivamente, la Isla Grande, la Isla Central y la Isla Oriental). Estas tres islas se extienden a lo largo de la entrada a la bahía de Galway, formando un rompeolas natural frente al Océano Atlántico. La más grande de las tres, Inishmore, tiene aproximadamente nueve millas de largo. En muchos casos es bastante estéril. Geológicamente, las islas son una extensión del Burren en Clare, en la tierra firma situada al sureste: un bloque de caliza con estrías que varían de varias pulgadas a viros pies de profundidad. El agua se filtra a través de la piedra, provocando escasez y evitando la formación del típico paisaje de bog del oeste de Irlanda. La turba para combustibles tenía que ser traída de Galway. La flora resultante es única; especies alpinas y mediterráneas se encuentran aquí, atrayendo masas de minúsculas mariposas multicolores.
Los monjes de Enda imitaban el ascetismo y la simplicidad de los primeros eremitas egipcios. Enda estableció su monasterio de Enda, considerado como el primer monasterio irlandés, en Killeany en Inismór. También estableció un monasterio en el valle del Boyne, y muchos otros a través de la isla, y junto con Finnian de Clonard es conocido como el padre del monasticismo irlandés. En Killeaney los monjes vivían una dura vida de trabajo manual, oración, ayuno, y estudio de las Escrituras. Los monjes de Aran vivían solos en sus celdas, dormían en el suelo, comían juntos en silencio y sobrevivían de la pesca y el cultivo.
Enda dividió la isla en dos partes, una mitad asignada al monasterio de Killeany, y la mitad occidental a aquellos de sus discípulos que escogieran "levantar casas religiosas permanentes en la isla". Más tarde dividió la isla en 8 partes, en cada una de las cuales construyó un "sitio de refugio". La vida de Enda y sus monjes era frugal y austera. El día estaba dividido en periodos fijos de oración, trabajo, y estudio sagrado. Cada comunidad tenía su propia iglesia y su pueblo de celdas de piedra, en las que dormían, bien sobre la tierra desnuda, bien sobre un fardo de paja cubierto con una alfombra, pero siempre en la ropa usada a diario. Se reunían para sus devociones diarias en la iglesia u oratorio del santo bajo cuyo cuidado se situaban. Los monjes tomaban sus comidas en silencio en un refectorio común, de una cocina común, sin fuego en los cloghauns o celdas de piedra, sin importar el tiempo.
Invariablemente aplicaban la regla monástica de procurarse su propia comida y ropa a través del trabajo manual. Algunos pescaban alrededor de las islas; otros cultivaban avena o cebada entre las rocas. Otros molían o amasaban el grano para hacer pan, y lo cocían para el uso de los hermanos. Obtenían sus ropas a partir de la lana de su propio ganado. No podrían obtener frutas, ni beber vino o aguamiel, y no comían carne, excepto para los enfermos. San Enda murió de viejo en torno al año 530.
El monasterio de Enda floreció hasta época vikinga, pero muchas de las edificaciones fueron utilizadas para construir fortificaciones por los hombres de Cromwell en los años 1650, por lo que sólo sobreviven algunas ruinas dispersas. La mayoría sobreviven en torres costeras arruinadas.

### Enda y San Brecan

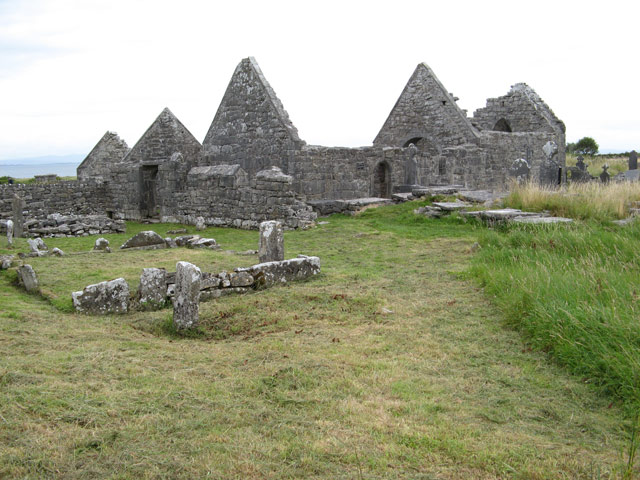
Teampall Brecan @– Inis Mor

Una historia cuenta que San Brecan no estaba contento con la división del territorio que había hecho Enda, así que él y Enda hicieron un trato. Cada uno diría misa en su monasterio en los extremos de la isla, y cuando acabara comenzarían a caminar hacia el centro de la isla, y allí donde se encontraran es donde se marcaría el límite. Pero Brecan comenzó a decir misa antes de la hora acordada. Enda pidió la intervención divina y los pies de Brecan quedaron atascados en la arena en la playa de Kilmurvey, y Enda obtuvo la mayor porción de tierra.

### Enda y Corban
Corbanus, que era aún pagano, abandonó la isla y llevó a su pueblo y sus propiedades a la costa opuesta. Allí  conoció a San Enda y sus monjes preparándose para cruzar en sus currachs, y según parece, mal provistos de comida y enseres. Había varios sacos y ánforas con grano en la orilla perteneciente a Corbanus, y cuando las barcas partieron, se burló del santo, "Aquí hay algunos barriles y sacos de buen grano que con mucho gusto daría para salvarte y a estos pobres hombres pobres con las cabezas afeitadas, de la inanición, pero vuestras maltratadas barcas no podrían aguantar su peso." "No te preocupes por eso," dijo el santo; "deja que el regalo salaga de tu corazón—que es lo principal." "Seguro!" Dijo el otro, "te lo ofrezco gratis!" A sus palabras, sacos y barriles, con mucho ajetreo, salieron disparados hacia adelante sobre las barcas y sobre los hombres en ellas, y en línea recta hacia el lugar de atraque oriental de Inishmore.

## Influencia en la primitiva Iglesia gaélica
Durante su vida, el asentamiento de Enda en Aran se convirtió en lugar de peregrinaje importante , así como en centro de evangelización de las áreas circundantes. Al menos dos docenas de individuos canonizados tuvieron alguna relación con "Aran de los Santos". Entre estos estaban Brendan el Navegante, que fue bendecido allí para su viaje; Jarlath de Tuam, Finnian de Clonard, y San Columba de Iona que lo llamó el "Sol del oeste". Aran se convirtió en un monte Athos en miniatura, con una docena de monasterios esparcidos sobre la isla, de los cuales el más famoso fue Killeany, donde vivió Enda, dando comienzo a una gran tradición de austeridad, santidad, y estudio.
San Ciaran de Clonmacnoise llegó allí de joven para moler grano, y allí se habría quedado de por vida pero ante la insistencia de Enda de que su auténtica misión estaba en otro lugar, abandonó el lugar. A su partida, los monjes de Enda se alinearon frente a él mientras se arrodillaba para recibir por última vez la bendición de Enda, y vieron su bote partir. San Finnian dejó a San Enda y fundó el monasterio de Moville (dónde Columba pasó parte de su juventud) convirtiéndose posteriormente en obispo de Lucca en Toscana, Italia. Entre los que pasaron tiempo con Enda estuvo Carthach el Mayor. Se dice que Ciarán partió a Clonmacnoise junto con la compañía de una vaca que daba mucha leche; mucho tiempo después de su muerte a avanzada edad, el Libro de la Vaca Parda fue escrito en su piel.

## El pozo de San Enda

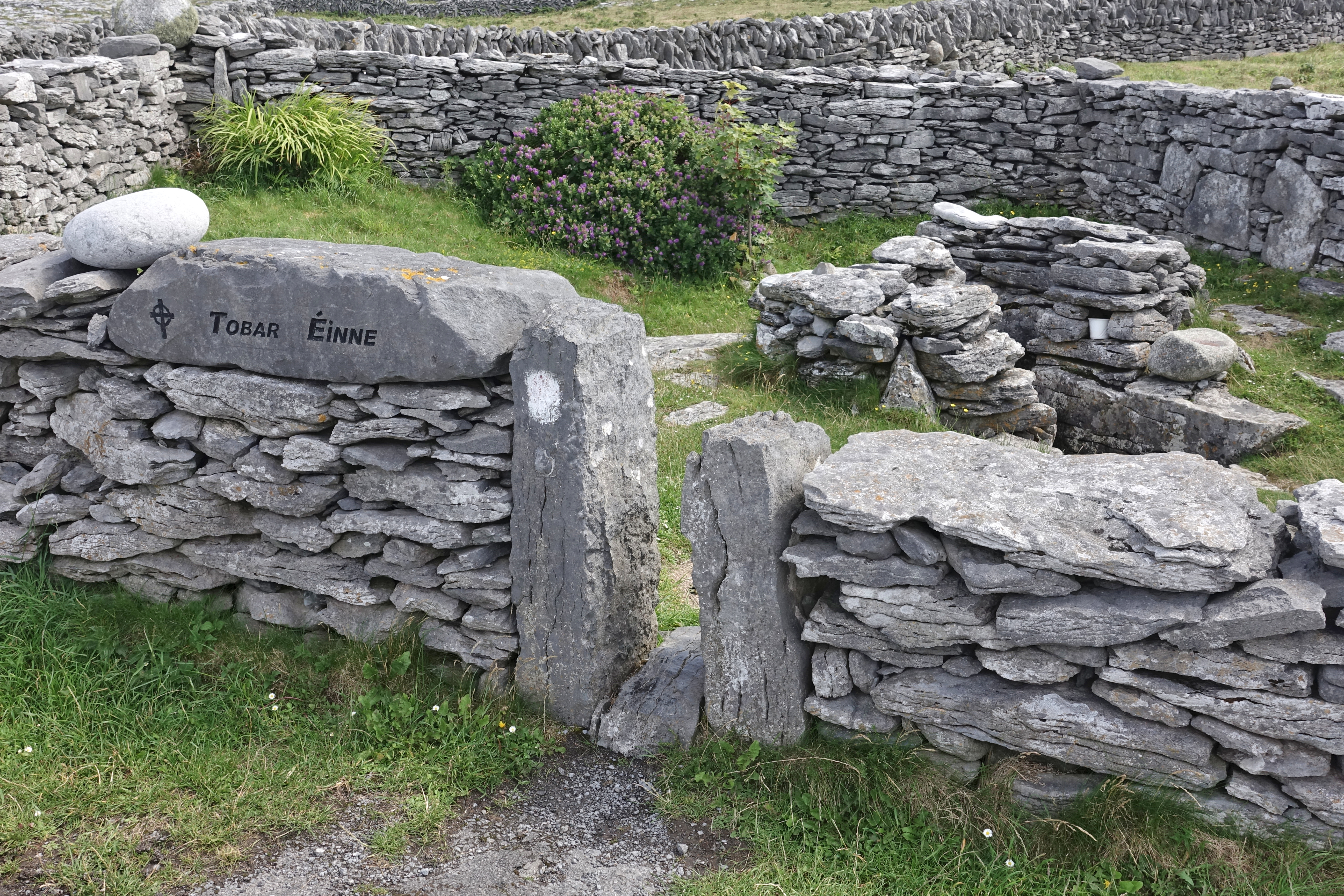
Tobar Éinne (Tobar Éanna), Pozo sagrado de San Enda en Inis Oirr

### Barna, Co. Galway
Este pozo sagrado está situado en la carretera de aproximación a Silver Strand, cerca del pueblo de Barna, Condado de Galway, aproximadamente a 5 kilómetros de la ciudad de Galway. Se le considera que fue el lugar de descanso de San Enda de Aran en su viaje a Aran. La tradición local cuenta que San Enda pasó una noche en su camino a las islas y que un pozó nació donde él había rezado. A lo largo de los años, se convirtió en objeto de peregrinación.

### Inis Oirr
Tobar Éinne (O Tobar Éanna) está localizado cerca la de la costa oeste de Inis Oirr. Los lugareños todavía llevan a cabo una ceremonia (o peregrinaje) llamado Turas al Pozo de Enda. Se dice que el pozo tiene poderes curativos que nunca se seca.

## La piedra de san Brendan
Cuándo Brendan regresó de sus lejanos viajes al oeste diolas gracias a Dios en la Abadía y ofrendó el único regalo que había traído, una piedra con un ojo tallado en un extremo y una runa en el otro, que le fue entregada por un enano. Se decía que esta piedra flotaba si se la ponía en el agua y la gema apuntaba la Última Isla del Oeste. La runa es una variante de la runa nórdica Reith que se parece a la letra 'r'. Esto es llamado "Styrimathr" (STEE-ri-mah-thur) significado en nórdico "el Capitán del camino de los Mares". Es llevada en un pequeño monedero de seda por el Abad de la Abadía de San Enda.

## Legado
Patrick Pearse nombró a su escuela bilingüe para chicos Scoil Éanna, o escuela de San Enda Escuela, en honor del santo en 1908. Ballyboden tiene un club de la Asociación Atlética gaélica llamado en su memoria, San Enda de Ballyboden. El club Atlético Gaélico San Enda de Omagh recibe también su nombre por el santo y en 2011, miembros del club homenajearon a su patrón visitando su iglesia en Aran antes de que 150 miembros del club fueran en bicicleta de Galway a Omagh.